# Мост через озеро
«Мост через озеро» (англ. Causeway) — американский драматический фильм 2022 года режиссёра Лилы Нойгебауэр по сценарию Отессы Мошфе, Люка Гёбеля и Элизабет Сандерс. В фильме снялись Дженнифер Лоуренс (которая также выступила продюсером), Брайан Тайри Генри, Линда Эмонд, Джейн Хоудшелл, Стивен Маккинли Хендерсон и Рассел Харвард. Он рассказывает о женщине-солдате, которая изо всех сил пытается приспособиться к своей жизни после возвращения домой в Новый Орлеан.
Премьера фильма состоялась 10 сентября 2022 года на 47-м Международном кинофестивале в Торонто. Фильм был выпущен 28 октября в некоторых кинотеатрах компанией A24, а затем 4 ноября 2022 года на Apple TV+. Фильм получил в целом положительные отзывы от критиков, которые высоко оценили выступления Лоуренс и Генри. Среди других наград на 95-й церемонии вручения премии «Оскар» Генри был номинирован на лучшую мужскую роль второго плана.

## Сюжет
Во время боевых действий в Афганистане инженер Линси получила черепно-мозговую травму. Моторика нарушена и Линдси в госпитале медленно возвращается к нормальной жизни: учится ухаживать за собой, писа́ть, чистить зубы. Женщина приезжает домой в Нью-Орлеан и проходит тяжёлую реабилитацию. Линдси не устраивает гражданское существование, но наблюдающий врач Лукас не разрешает ей вернуться к воинской службе.
Чтобы заработать на жизнь, женщина чистит бассейны. Легкомысленная мать не находит с ней контакта и не интересуется проблемами дочери. Брат, страдающий от наркозависимости, сидит в тюрьме. Линси остаётся одна в пустом доме. Трудности сближают её с автомехаником Джеймсом. Будучи нетрезвым, Джеймс попал в аварию на мосту через озеро. В аварии погиб его племянник, пострадала сестра. Джеймс потерял ногу и после пережил развод. Между двумя очень разными людьми завязывается дружба и затем более близкие отношения.

## В ролях
- Дженифер Лоуренс — Линси
- Брайан Тайри Генри — Джеймс
- Линда Эмонд — Глория, мать Линси
- Стивен Хендерсон — доктор Лукас
- Рассел Харвард — Джастин, брат Линси
- Фред Уэллер — Рик
- Джейн Хоудшелл — Шэрон

## Производство и премьера

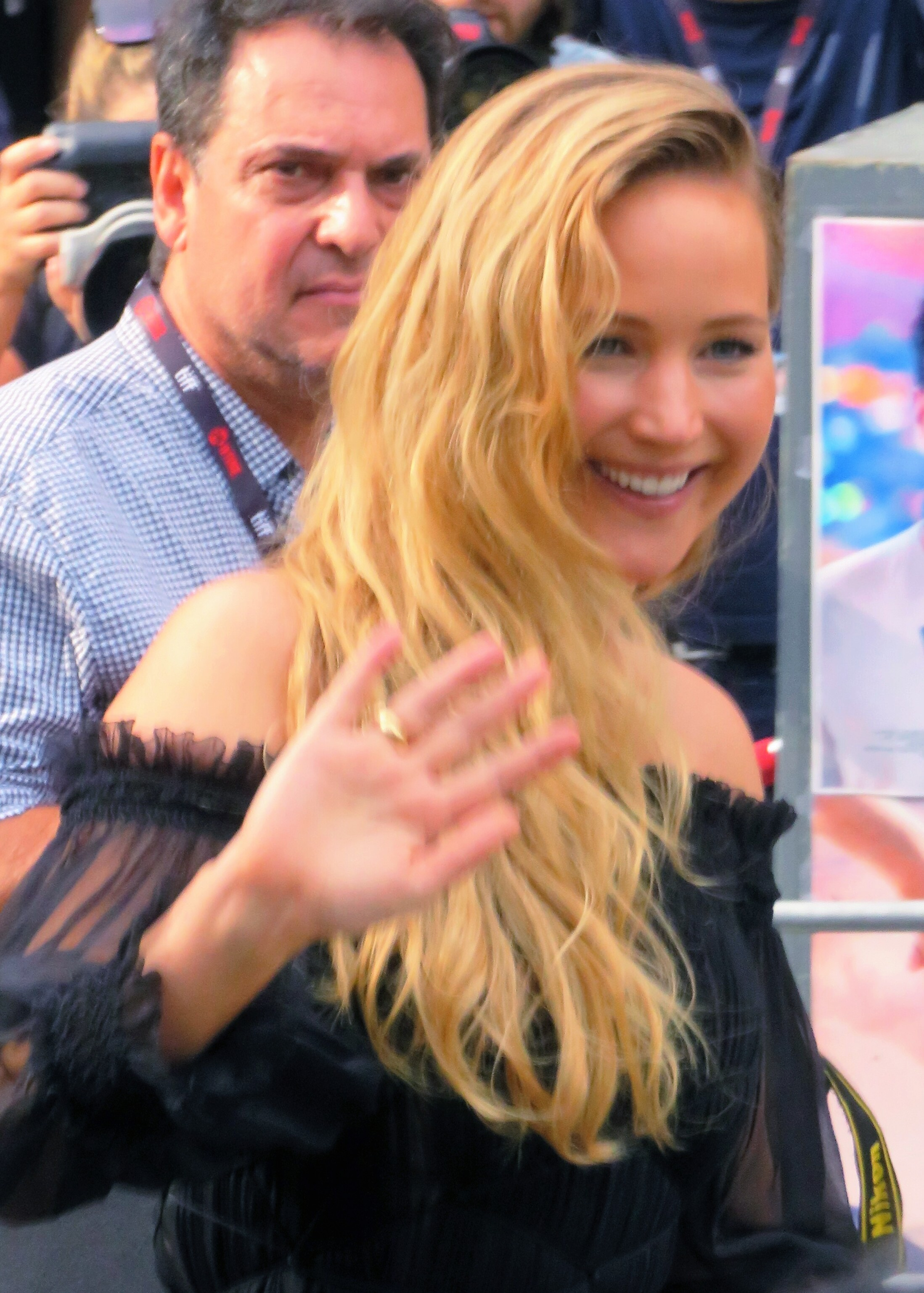
Дженифер Лоуренс на премьере картины в Торонто

О начале работы над проектом стало известно в апреле 2019 года. Главные роли должны исполнить Дженнифер Лоуренс и Брайан Тайри Генри, а режиссёрское кресло безымянного фильма заняла Лила Нойгебауэр. Сценаристом фильма стала Элизабет Сандерс. Лоуренс, Жюстин Польски, Эли Буш и Скотт Рудин выступят продюсерами фильма. В апреле 2021 года из-за обвинений в жестоком обращении Скотт Рудин оставил пост продюсера.
Съёмки начались 17 июня 2019 года в Новом Орлеане, но были приостановлены. Съёмки фильма возобновились в июне 2021 года.
Мировая премьера фильма состоялась 10 сентября 2022 года на Международном кинофестивале в Торонто.